# Andranik Markarian
Andranik Markarian, orm. Անդրանիկ Մարգարյան (ur. 12 czerwca 1951 w Erywaniu, zm. 25 marca 2007 tamże) – polityk, członek Republikańskiej Partii Armenii, premier Armenii od 12 maja 2000 do 25 marca 2007 roku. Zastąpił na tym stanowisku Arama Sarkisiana. Zmarł na atak serca.